# Lugnet och Skälsmara
Lugnet och Skälsmara – miejscowość (tätort) w Szwecji, w regionie administracyjnym (län) Sztokholm, w gminie Värmdö.
Według danych Szwedzkiego Urzędu Statystycznego liczba ludności wyniosła: 723 (31 grudnia 2015), 724 (31 grudnia 2018) i 709 (31 grudnia 2019).